# Steinbach (Andlau)
Der Steinbach ist ein linker Zufluss der Andlau im französischen Département Bas-Rhin in der Region Grand Est.

## Verlauf
Der Steinbach entspringt in zwei Quellästen  auf einer Höhe von 660 m beim Rotfelsen im Mittelbergheimerwald am Südwesthang des Rosskopfes (783 m) in den Mittelvogesen. Nach der Vereinigung seiner beiden Quelläste fließt der Steinbach zunächst in Richtung Süden, wendet dann seinen Lauf nach Süd-Südosten und mündet schließlich nach einer Strecke von 1,3 Kilometern nordöstlich von Eftermatten auf einer Höhe von 392 m in die Andlau.